# Galeotto Manfredi
Galeotto Manfredi (1440 – 31 maggio 1488) è stato un condottiero italiano e signore di Faenza.

## Biografia
Nato nel 1440, era figlio di Astorre II Manfredi, fratello di Carlo II Manfredi.
Nella giovinezza seguì il famoso condottiero Bartolomeo Colleoni al soldo della Repubblica di Venezia.
Nel 1477, dopo un fallito tentativo di conquista militare, riuscì comunque a succedere al fratello Carlo come vicario pontificio di Faenza, che fino ad allora era riuscito a tenerlo ai margini, avvalendosi di una ribellione popolare nella città, in cui entrò trionfante il 16 novembre.
Fu ucciso il 31 maggio 1488 da una congiura ordita dal suocero Giovanni Bentivoglio che puntava al governo della città con il supporto di Ludovico Sforza. Chiamato nelle stanze della moglie Francesca con una scusa fu accoltellato a morte dai congiurati. Tra questi i faentini Angelo Ronchi e Matteo Ragnoli, il Rigo servitore della moglie e la moglie stessa. 
Gli successe nella guida della città il figlio legittimo Astorre, all'epoca minorenne.

## Discendenza
Il 17 febbraio 1482 sposò Francesca Bentivoglio, figlia di Giovanni II Bentivoglio, signore di Bologna. Lorenzo de' Medici era il mediatore del matrimonio, dato che voleva assicurare Faenza nei confronti delle ambizioni conquistatrici di Girolamo Riario che si era già impossessato di Imola e di Forlì. Galeotto decise  comunque di proseguire la relazione con l'amante, Cassandra Pavoni (che gli diede tre figli).
Dal matrimonio con la Bentivoglio nacque un figlio:
- Astorre III (1485-1502), futuro signore di Faenza.[3]

I tre figli naturali avuti da Cassandra Pavoni furono invece:
- Francesco, poi Astorre IV (1470-1509), politico.
- Scipione (1473-1493), religioso
- Giovanni Evangelista (1482-1502), castellano

## Ascendenza
|                                              |                                             |                                                      | Genitori                                             |  |  | Nonni |  |  | Bisnonni                                 |  |  | Trisnonni                                |  |
|                                              |                                             |                                                      |                                                      |  |  |       |  |  | 8. Astorre I Manfredi, signore di Faenza |  |  | 16. Giovanni Manfredi, signore di Faenza |  |
|                                              |                                             |                                                      |                                                      |  |  |       |  |  | 8. Astorre I Manfredi, signore di Faenza |  |  | 16. Giovanni Manfredi, signore di Faenza |  |
|                                              |                                             | 17. Ginevra Mongardino                               |                                                      |  |  |       |  |  | 8. Astorre I Manfredi, signore di Faenza |  |  |                                          |  |
| 4. Gian Galeazzo Manfredi, signore di Faenza |                                             |                                                      |                                                      |  |  |       |  |  | 8. Astorre I Manfredi, signore di Faenza |  |  |                                          |  |
|                                              |                                             | 9. Leta da Polenta                                   | 18. Guido III da Polenta, signore di Ravenna         |  |  |       |  |  |                                          |  |  |                                          |  |
|                                              |                                             | 9. Leta da Polenta                                   | 18. Guido III da Polenta, signore di Ravenna         |  |  |       |  |  |                                          |  |  |                                          |  |
|                                              |                                             | 9. Leta da Polenta                                   | 19. Elisa d'Este                                     |  |  |       |  |  |                                          |  |  |                                          |  |
| 2. Astorre II Manfredi, signore di Faenza    |                                             | 9. Leta da Polenta                                   |                                                      |  |  |       |  |  |                                          |  |  |                                          |  |
|                                              |                                             | 10. Galeotto I Malatesta, signore di Rimini e Cesena | 20. Pandolfo I Malatesta, signore di Rimini e Pesaro |  |  |       |  |  |                                          |  |  |                                          |  |
|                                              |                                             | 10. Galeotto I Malatesta, signore di Rimini e Cesena | 20. Pandolfo I Malatesta, signore di Rimini e Pesaro |  |  |       |  |  |                                          |  |  |                                          |  |
|                                              |                                             | 10. Galeotto I Malatesta, signore di Rimini e Cesena | 21. Taddea                                           |  |  |       |  |  |                                          |  |  |                                          |  |
| 5. Gentile Malatesta                         |                                             | 10. Galeotto I Malatesta, signore di Rimini e Cesena |                                                      |  |  |       |  |  |                                          |  |  |                                          |  |
|                                              |                                             | 11. Gentile da Varano                                | 22. Rodolfo II da Varano, signore di Camerino        |  |  |       |  |  |                                          |  |  |                                          |  |
|                                              |                                             | 11. Gentile da Varano                                | 22. Rodolfo II da Varano, signore di Camerino        |  |  |       |  |  |                                          |  |  |                                          |  |
|                                              |                                             | 11. Gentile da Varano                                | 23. Camilla Chiavelli                                |  |  |       |  |  |                                          |  |  |                                          |  |
| 1. Galeotto Manfredi, signore di Faenza      |                                             | 11. Gentile da Varano                                |                                                      |  |  |       |  |  |                                          |  |  |                                          |  |
|                                              | 12. Alberico II da Barbiano, conte di Cunio | 24. Lodovico da Barbiano, conte di Cunio             |                                                      |  |  |       |  |  |                                          |  |  |                                          |  |
|                                              | 12. Alberico II da Barbiano, conte di Cunio | 24. Lodovico da Barbiano, conte di Cunio             |                                                      |  |  |       |  |  |                                          |  |  |                                          |  |
|                                              | 12. Alberico II da Barbiano, conte di Cunio | 25. Isabella Manfredi                                |                                                      |  |  |       |  |  |                                          |  |  |                                          |  |
| 6. Lodovico da Barbiano, conte di Cunio      | 12. Alberico II da Barbiano, conte di Cunio |                                                      |                                                      |  |  |       |  |  |                                          |  |  |                                          |  |
|                                              |                                             | 13. Antonia Manfredi                                 | 26. Astorre I Manfredi, signore di Faenza (= 8.)     |  |  |       |  |  |                                          |  |  |                                          |  |
|                                              |                                             | 13. Antonia Manfredi                                 | 26. Astorre I Manfredi, signore di Faenza (= 8.)     |  |  |       |  |  |                                          |  |  |                                          |  |
|                                              |                                             | 13. Antonia Manfredi                                 | 27. Leta da Polenta (= 9.)                           |  |  |       |  |  |                                          |  |  |                                          |  |
| 3. Giovanna da Barbiano                      |                                             | 13. Antonia Manfredi                                 |                                                      |  |  |       |  |  |                                          |  |  |                                          |  |
|                                              |                                             | 14. Filippino Casati, patrizio milanese              | 28. Giovanni "Giovannino" Casati                     |  |  |       |  |  |                                          |  |  |                                          |  |
|                                              |                                             | 14. Filippino Casati, patrizio milanese              | 28. Giovanni "Giovannino" Casati                     |  |  |       |  |  |                                          |  |  |                                          |  |
|                                              |                                             | 14. Filippino Casati, patrizio milanese              | …                                                    |  |  |       |  |  |                                          |  |  |                                          |  |
| 7. Fiorbellina Casati                        |                                             | 14. Filippino Casati, patrizio milanese              |                                                      |  |  |       |  |  |                                          |  |  |                                          |  |
|                                              |                                             | 15. Elisabetta Rusconi                               | …                                                    |  |  |       |  |  |                                          |  |  |                                          |  |
|                                              |                                             | 15. Elisabetta Rusconi                               | …                                                    |  |  |       |  |  |                                          |  |  |                                          |  |
|                                              |                                             | 15. Elisabetta Rusconi                               | …                                                    |  |  |       |  |  |                                          |  |  |                                          |  |
|                                              |                                             | 15. Elisabetta Rusconi                               |                                                      |  |  |       |  |  |                                          |  |  |                                          |  |